# Danaé (Le Corrège)
Pour les articles homonymes, voir Danaé (homonymie).
Danaé (ou Danaé et la pluie d'or) est une peinture à l'huile sur toile de l'artiste italien de la Renaissance Le Corrège, exécutée vers 1531, et conservée à la Galerie Borghèse de Rome.
Elle fait partie d'une série créée pour le duc de Mantoue Frédéric II sur le thème des amours de Jupiter .

## Histoire
Giorgio Vasari cite la Danaé (confondant, cependant, la protagoniste avec une Vénus), ainsi que la Léda, comme élément d'une série dépeignant les amours de Jupiter, affirmant que Frédéric II de Mantoue l’avait commandée pour en faire cadeau à l’empereur Charles Quint. Selon des études plus récentes, l’œuvre, comme toutes celles du cycle des Amours de Jupiter, aurait été réalisée pour la Salle d’Ovide de son palais du Te à Mantoue, destinée à l’amante du duc Isabella Boschetti ; elle serait ensuite passée en Espagne après la mort du duc en 1540, probablement à l’occasion du mariage de l’infant Philippe avec Marie-Manuelle de Portugal en 1543.
En 1584, Giovanni Paolo Lomazzo mentionne la toile à Milan, dans la collection du sculpteur Leone Leoni. Le fils de Leone, Pompeo Leoni, a supervisé l'expédition de Danaéet de Jupiter et Io d'Espagne vers la Lombardie, mais on ignore s'il a obtenu les œuvres du souverain lui-même ou s'il les a achetées à son favori Antonio Pérez, qui les a peut-être reçues en cadeau de Philippe II après sa disgrâce en 1579.
De Milan, le tableau commence un long périple à travers l'Europe : il est vendu par Pompeo Leoni à Rodolphe II (empereur du Saint-Empire) entre 1601 et 1603. Il est mentionné en 1621 dans un inventaire des peintures impériales de Prague ; pendant la Guerre de Trente Ans, il est amené, avec l'œuvre du Corrège Léda et le Cygne, comme butin de guerre à Stockholm par le roi Gustave II Adolphe ; Christine (reine de Suède), héritière de Gustave Adolphe, après avoir abdiqué, emporte la toile à Rome et, à sa mort, la laisse au cardinal Decio Azzolino (1623-1689) ; il revient ensuite à Livio Odescalchi, duc de Bracciano, puis passe en 1721à Philippe d'Orléans (1674-1723), régent de France ; il est vendu par Louis-Philippe d'Orléans (1747-1793) avec toute la collection d'Orléans en 1792, et part à Londres ; en Angleterre, il appartient au duc de Bridgewater et à Henry Hope ; il est acheté en 1827 à Paris par le prince Camille Borghèse pour sa collection romaine,.
Arthur E. Popham a catalogué deux dessins préparatoires au Danaé, tous deux conservés à Besançon.

## Thème
La peinture dépeint la figure de la mythologie grecque Danaé, fille d'Acrisios, roi d'Argos. Un oracle ayant prédit qu'Acrisios serait tué par le fils de Danaé, il emprisonne sa fille dans une tour de bronze. Cependant, d'après le poète romain Ovide, dans ses Métamorphoses, Jupiter parvient jusqu'à elle sous la forme d'une pluie d'or et fait d'elle la mère de Persée.
C'est l'une des premières représentations de ce sujet dans l'art italien.

## Description
Le Corrège dépeint Danaé couchée sur un lit, tandis qu'un Éros enfant la déshabille sous des pluies d'or venant d'un nuage. Au pied du lit, deux putti sont en train de vérifier s'il s'agit bien d'or.

## Analyse

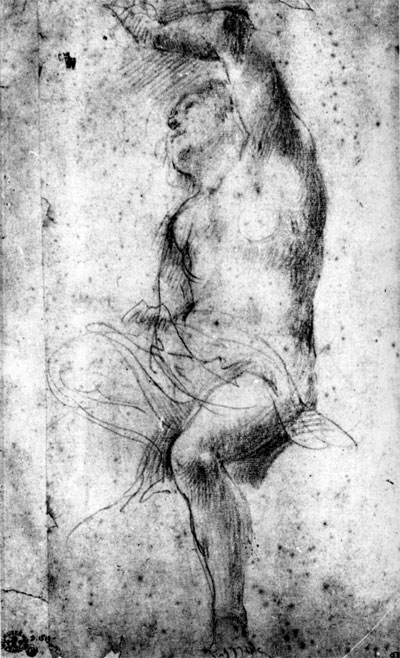
Dessin préparatoire.

La série des Amours de Jupiter a été conçue après le succès du tableau de Vénus, Satyre et Cupidon. L'artiste a eu le temps de créer quatre toiles, qui pouvaient être jumelées deux à deux en raison de leur taille, peut-être d'autres avaient-elles été prévues. La chronologie des quatre toiles est un sujet quelque peu controversé. Elles constituent une contribution fondamentale au développement des sujets mythologiques et profanes dans la peinture, grâce à l'équilibre nouveau et exceptionnel entre rendu naturaliste et transfiguration poétique .
Le centre de la scène se situe dans une harmonie très calibrée de couleurs claires, entre le blanc pur du drap et le corps couleur perle de Danaé. Celle-ci est représentée comme une femme qui, ignorant le spectateur, sourit intérieurement en accueillant doucement les gouttes dorées dans son ventre. Contrairement à bien d'autres représentations du même mythe, aucune perturbation n'accompagne cette douce figure, ni celle du jeune et beau génie ailé, ici à la place de l'habituel serviteur, qui observe avec étonnement l'apparition du nuage de pluie dorée.
La plus grande lumière dans la salle vient de la droite et est large et forte ; cependant, cet éclairage net et vibrant, produit des ombres douces et des effets de dégradé. Des débordements argentés sont présents au-delà de la fenêtre ouverte : ainsi le paysage constitue un  champ clair, qui contraste avec le ton tendre et profond de la pièce. L'observation attentive des putti indique également une douce descente de lumière d'un opercule en hauteur, désormais occupé par le nuage, comme indice indispensable de la voie d'entrée de la pluie divine. La variation de l'éclairage caressant suggère que les personnages ont été étudiés minutieusement à partir de modèles vivants.
Dans l'un des dessins préparatoires de Besançon, Danaé est représentée dans une pose différente de celle adoptée dans la peinture finale. L'atmosphère sereine et douce décrite par Corrège peut avoir offert des suggestions, retravaillées plus tard d'une manière sensiblement différente par Titien (Danaé).
Il n'y a aucune mention de la figure d'un Eros enfant dans les textes anciens, l'invention du Corrège est donc étonnante.

## Postérité
Le tableau fait partie du musée imaginaire de l'historien français Paul Veyne, qui le décrit dans son ouvrage justement intitulé Mon musée imaginaire.

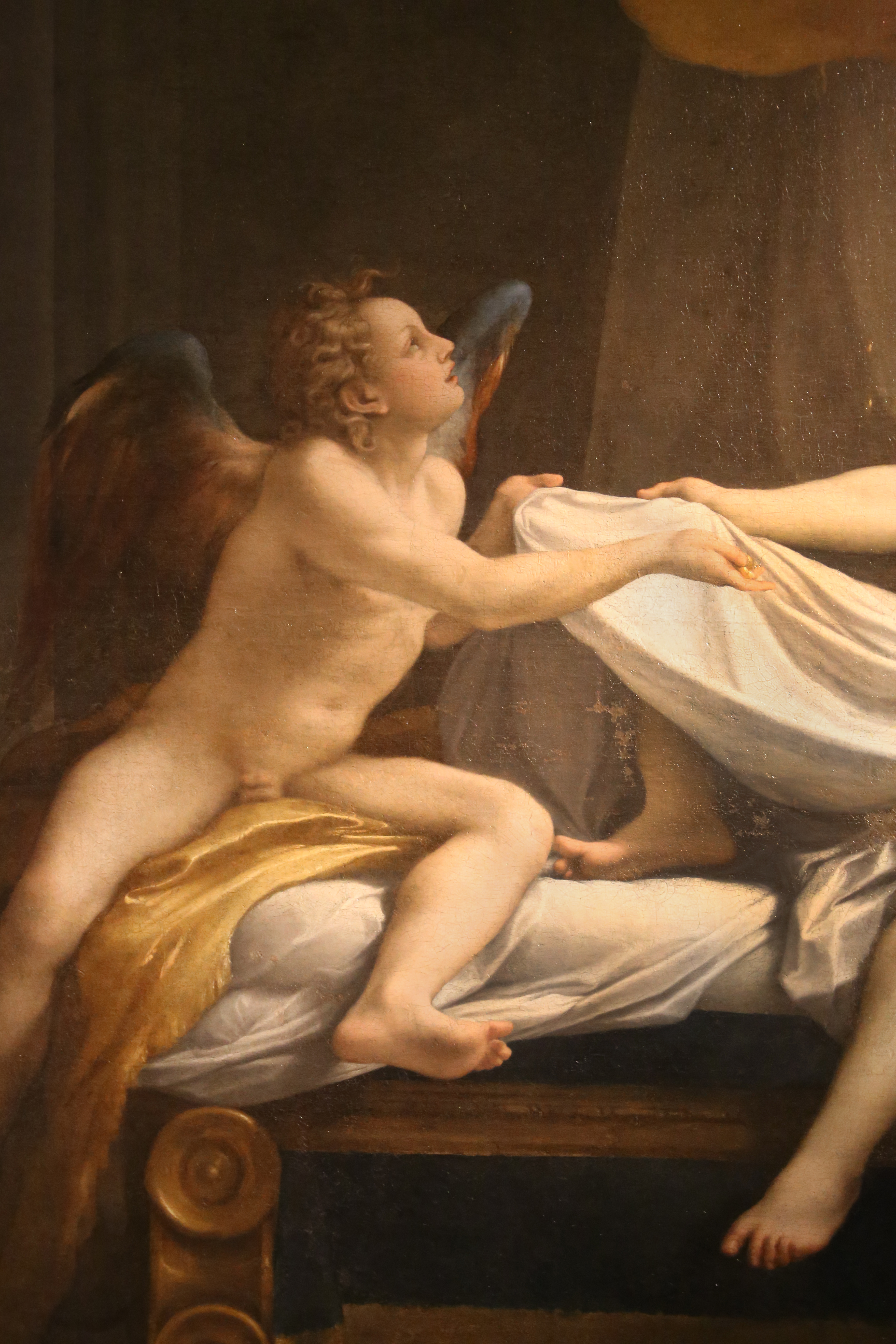
Détail
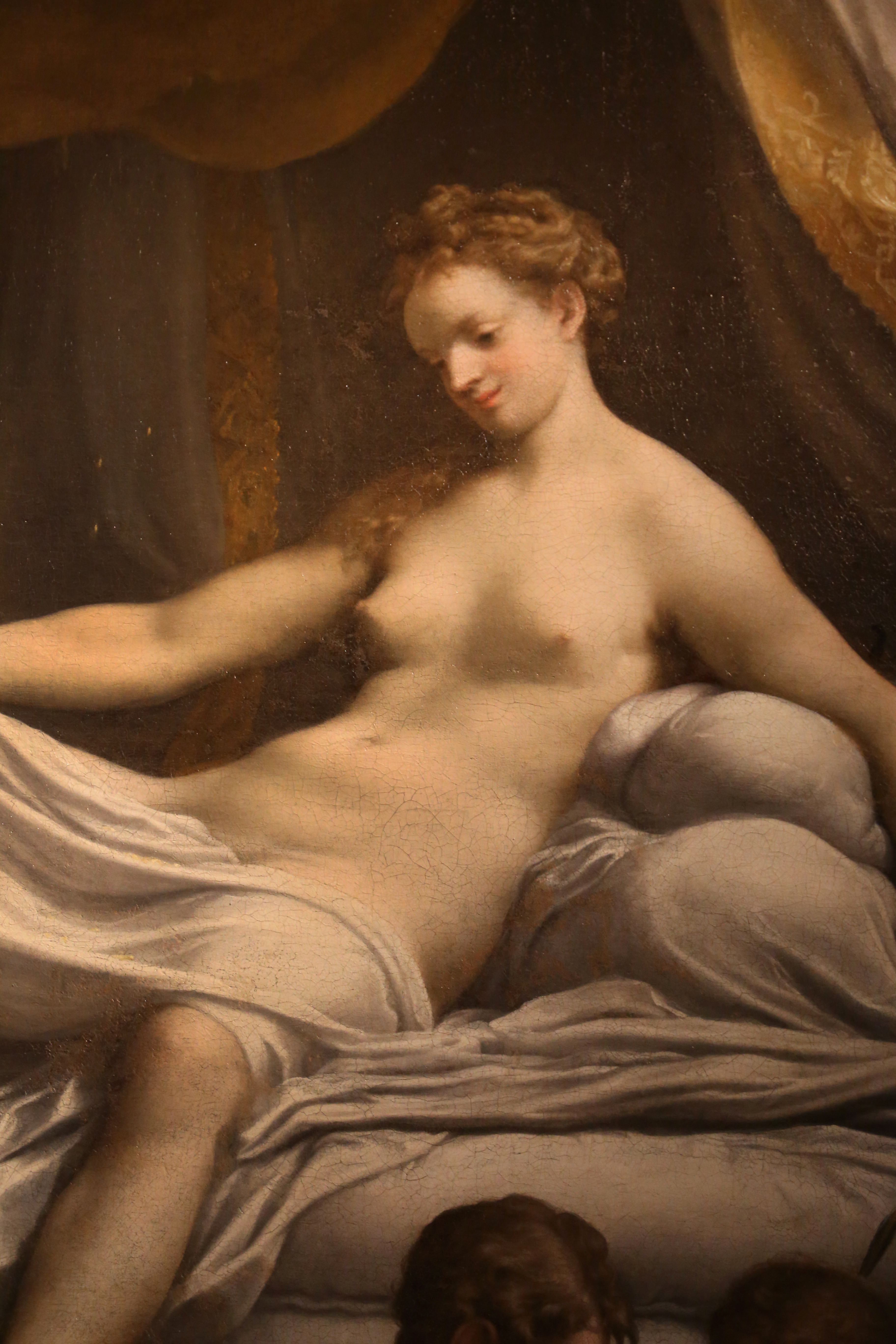
Détail
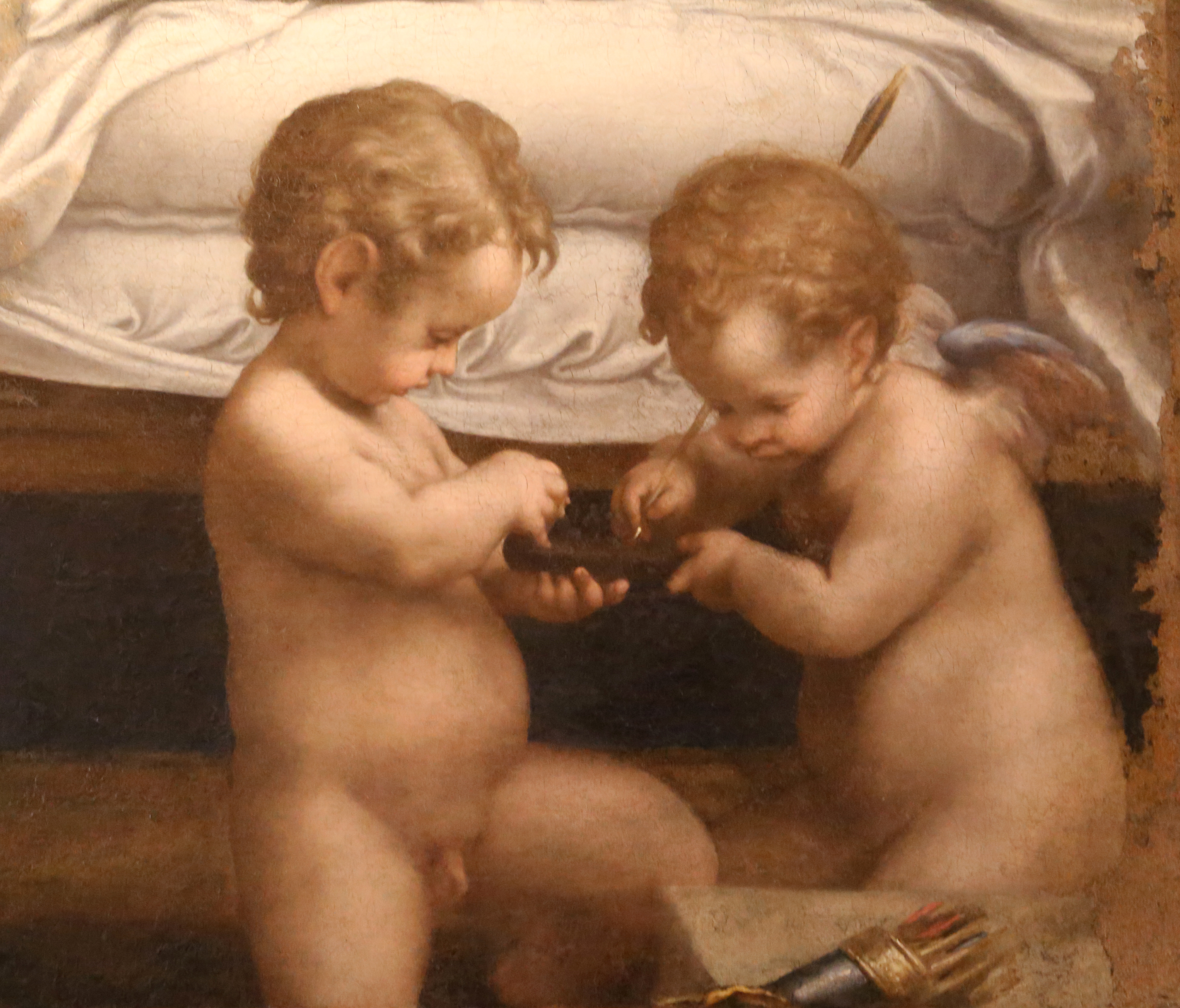
Détail